# Amathia populea
Amathia populea är en mossdjursart som beskrevs av Jean-Loup d'Hondt 1983. Amathia populea ingår i släktet Amathia och familjen Vesiculariidae. Inga underarter finns listade i Catalogue of Life.